# Angénic Agnero
Angénic Agnero, née en 1970 en Côte d'Ivoire, est une personnalité connue du quartier de Belleville. Surnommée la « conteuse de Belleville ». elle est la fondatrice de « Paris par rues méconnues », société coopérative[Passage contradictoire] spécialisée dans l'animation culturelle et touristique dans la capitale.

## Biographie
Parisienne depuis 17 ans, Angénic Agnero est « française par son père antillais, ivoirienne par sa mère, petite-fille d’une Éthiopienne et d’un Guadeloupéen, lui-même métis sino-indien ».
Elle est connue dans le Nord-Est parisien grâce aux liens qu'elle entretient avec les habitants du quartier qui n'hésitent pas à lui confier histoires et anecdotes qu'elle utilise ensuite, ce qui lui a valu le surnom de « conteuse de Belleville ».
En février 2008, avec plusieurs autres habitants du quartier Belleville à Paris, elle fonde l'association[Passage contradictoire] « Paris par rues méconnues ». Adepte du tourisme participatif,, elle propose des balades originales dans des quartiers populaires de la capitale peu connus des touristes pour faire découvrir Paris de manière différente.